# Orta Nova
Orta Nova (fino al 1862 chiamata Orta) è un comune italiano di 16 608 abitanti della provincia di Foggia in Puglia.

## Geografia fisica
Orta Nova è situata nel cuore del Tavoliere delle Puglie, a 24,7 km a sud-est di Foggia.

## Storia
Il toponimo di Orta è attestato in atti notarili del 1142 e in un documento del 1184 secondo il quale si trattava di un casale alle dipendenze dell'abbazia di Venosa. Si ha notizia di una residenza imperiale, fatta erigere da Federico II di Svevia, che ne affidava l'esecuzione all'architetto Anseramo da Trani. A tale residenza fa cenno un frammento epigrafico rinvenuto alla fine del XVIII secolo e del quale permane solo una documentazione fotografica realizzata dall'Haseloff agli inizi del Novecento.
Dalla residenza in Orta, Federico II emise nella primavera del 1240 numerosi editti, raccolti nei Registri della Cancelleria Angioina ricostruita da R. Filangieri. Tra il 1259 ed il 1263 è documentata la presenza di re Manfredi di Sicilia che, da Orta, emanò il Datum Orte, atto col quale aveva inizio la fondazione di Manfredonia. Editti promulgati da re Carlo D'Angiò tra il 1266 ed il 1283 riguardano la ristrutturazione del Castello di Orta e della Masseria Regia "custodita" dal nobile Egidio de Ogale nel 1269. L'anno successivo troviamo contergius - e dunque custode - castri Orte Pietro Galesio, mentre nel 1271 il carpenterius Giovanni da Toul ripara il "palazzo". Tra il 1272 ed il 1273, Orta veniva abbandonata dagli abitanti, inducendo Carlo D'Angiò ad ordinare di ritornare nel "Casale", promettendo esenzioni dai tributi. In questo periodo era custode del castello Roberto de Sancto Arnulfo.
Le ultime notizie di epoca angioina sono del biennio 1275-1277, con Paolino Normando custode del Palazzo, e del 1294, quando Carlo II d'Angiò faceva dono a suo figlio di questi territori. Sotto la dinastia aragonese, nel 1418, Orta da proprietà regia diventava feudo dei Caracciolo insieme a Cerignola. Con una lettera del 1429 la regina Giovanna II dà incarico di sovrintendere alle necessità di chi conduceva le greggi al pascolo in Puglia e Capitanata, istituendo così la "mena", regolata nel 1447 con nuove norme da re Alfonso d'Aragona. A tali pascoli, riuniti in comprensori, fu dato il nome di "locazioni" e nel 1548 venne istituita la "locazione d'Orta".
Il 2 novembre 1611 il feudo veniva acquistato dai Gesuiti che iniziarono la trasformazione della residenza imperiale; nel 1615 è documentata una spesa di 800 ducati per la costruzione di taverna e masseria; i Gesuiti in seguito continuarono ad investire, spendendo, nel 1645, 1500 ducati per ampliare il palazzo adibendolo a convento e costruire la Chiesa (poi demolita nel 1951 quando scomparve l'arco federiciano studiato dall'Haseloff). Nel 1731 l'edificio veniva completato, assumendo la conformazione ad "L", visibile ancora oggi. Attorno al convento dei Gesuiti ed alla Chiesa sorgevano i primi nuclei abitativi di Orta Nova.
Espulsi i Gesuiti nel novembre del 1767, il grande feudo ritornò alla corona. Nel 1773, per ordine di re Ferdinando IV di Napoli, furono istituite le colonie di Orta, Ordona, Carapelle, Stornarella e Stornara: i "Cinque Reali Siti". Ciascun colono ebbe in affitto renovandum una partita (10 versure) di terreno sativo, due bovi, le sementi, una casa con due versure di mezzana ad uso di pascolo. Le famiglie che concorsero alla censuazione di Orta (105) e dei villaggi annessi di Ordona (93) e di Carapelle (56) vennero dalla Capitanata, dalla Terra di Bari e dal Principato Ultra.
Le colonie furono poi vendute dai Borbone; e nel 1795, rescisso il contratto, vennero cedute al duca Nicola de Sangro. In seguito, in un clima di rinnovamento politico - sociale, il re Giuseppe Bonaparte affrancò gli abitanti da ogni sospensione sopprimendo la dogana delle pecore, per dare migliore assetto ai cinque siti. Per la legge sul Tavoliere, i coloni furono chiamati a rinnovare il contratto che da affitto temporaneo divenne perpetuo.
Nel 1806 Orta, con altre colonie vicine, veniva riacquistata dal demanio e due anni dopo, con decreto di Giuseppe Napoleone I, Orta fu eretta a comune autonomo. Il 26 ottobre 1863 ad Orta veniva aggiunto il suffisso Nova per distinguerla da altre località italiane con lo stesso nome. Dal 1918 cominciarono a insediarsi nelle campagne di Orta Nova famiglie di contadini veneti che contribuirono alla bonifica delle terre.

## Monumenti e luoghi d'interesse
- Chiesa del purgatorio
- Chiesa dell'altomare
- Palazzo ex Gesuitico
- Largo Gesuitico
- Masseria Cirillo
- Chiesa Beata Vergine Maria Addolorata
- Palazzo Comunale
- Piazza Pietro Nenni

## Società

### Evoluzione demografica
Abitanti censiti

## Infrastrutture e trasporti
Orta Nova è dotata di stazione ferroviaria sulla ferrovia Adriatica, distante 4 km dal centro abitato e collegato con servizio pubblico di autobus offerto da Ferrovie del Gargano; La stazione è servita da treni regionali per Foggia e Bari, 7 giorni su 7, dove è possibile raggiungere il capoluogo in circa 1:40 minuti.
Inoltre l'Aeroporto Mezzanone, che prende il nome dal borgo più vicino, è di proprietà ortese ma è stato abbandonato per atterraggi civili. Ha fatto da supporto durante la seconda guerra mondiale.
I collegamenti stradali sono inoltre assicurati dalla Strada statale 16 Adriatica.
È anche dotata di strade provinciali, che sono: S.P.83, S.P.80 e S.P.81.
È collegata con Foggia da un servizio di trasporto pubblico anche di autobus gestiti da Ferrovie del Gargano.

## Amministrazione
Il primo amministratore comunale dell’allora denominata Orta di Capitanata di cui si ha notizia fu il marchese Vincenzo Filiasi, in carica dal 1806 al 1809.
Tra i sindaci eletti dal Consiglio comunale a partire dal 1946, si ricorda soprattutto l’ins. Saverio Zampini, esponente socialista, che amministrò Orta Nova dal 25 maggio 1952 fino al 23 luglio 1982. A lui è intitolata l’aula del Consiglio comunale.
Nel 1994, anno in cui è entrata in vigore l’elezione diretta del sindaco da parte dei cittadini, fu eletto Giuseppe Moscarella (centrodestra), che ricoprì l’incarico per complessivi tre mandati, intervallati da quello di Michele Vece (lista civica).
Il 16 maggio 2011, dopo il ballottaggio con Michele Antonio Porcelli (lista civica), fu eletta Maria Rosaria Calvio (Partito Democratico), con il 53,84% dei voti. L’11 gennaio 2014, tuttavia, cinque consiglieri di maggioranza e quattro di opposizione firmarono le dimissioni, decretando la conclusione anticipata del suo mandato.
L’8 giugno 2014, al turno di ballottaggio, fu eletto sindaco Gerardo Tarantino (lista civica). Successivamente, il 10 giugno 2019, sempre al ballottaggio, fu eletto sindaco Domenico Lasorsa (lista civica).
Nell’ottobre 2022, la Prefettura di Foggia dispose un accesso agli atti presso il Comune di Orta Nova, nominando una commissione ispettiva composta da funzionari della Prefettura e delle forze dell’ordine, al fine di verificare la presenza di infiltrazioni mafiose nella gestione amministrativa, in particolare in settori come appalti pubblici, personale comunale e polizia municipale.
A seguito delle criticità emerse, nell’aprile 2023 il sindaco Lasorsa rassegnò le dimissioni, determinando la sospensione del Consiglio comunale. Nel maggio 2023, il Prefetto di Foggia nominò un commissario prefettizio per la gestione provvisoria dell’ente. Infine, nel luglio 2023, il Consiglio dei Ministri, su proposta del Ministro dell’Interno, decretò lo scioglimento del Consiglio comunale di Orta Nova per accertate forme di ingerenza da parte della criminalità organizzata.
Fu quindi nominata una commissione straordinaria di tre membri per amministrare il Comune durante il periodo di commissariamento, previsto per 18 mesi.
Nel marzo 2025, Orta Nova è stata inserita tra i Comuni beneficiari del decreto Caivano‑bis, finalizzato ad estendere il modello di rigenerazione urbana e sociale sperimentato a Caivano (NA) ad altre aree fragili d’Italia. Il provvedimento assegna al Comune circa 22 milioni di euro per progetti di riqualificazione urbana, messa in sicurezza, spazi per giovani, edilizia residenziale e presidi di legalità come la caserma dei Carabinieri.
Il 9 giugno 2025, al termine del commissariamento, si è svolto il turno di ballottaggio delle elezioni amministrative, che ha visto l’elezione di Domenico Di Vito (lista civica) come nuovo sindaco. Con questa elezione, Di Vito è diventato il più giovane primo cittadino della storia del Comune, capofila dei Reali Siti, segnando l’inizio di una nuova fase amministrativa.

### Gemellaggi
- Lavello